# Championnat d'Équateur de football 1977
Navigation
Saison précédente Saison suivante
La saison 1977 du Championnat d'Équateur de football est la dix-neuvième édition du championnat de première division en Équateur.
Dix équipes prennent part à la Série A, la première division, au sein d'une poule où elles affrontent leurs adversaires deux fois, à domicile et à l'extérieur. À la fin de cette première phase, les trois premiers du classement se qualifient pour la Liguilla, les deux derniers sont relégués et remplacés par les deux meilleurs clubs de Série B, la deuxième division équatorienne. La deuxième phase fonctionne exactement comme la première, avec les mêmes systèmes de qualification pour la Liguilla et de relégation. En fin de saison, les clubs qualifiés pour la Liguilla se disputent le titre national.
C'est le Club Deportivo El Nacional, tenant du titre, qui remporte à nouveau la compétition après avoir terminé en tête de la Liguilla, avec cinq points d'avance sur le LDU Quito et six sur CDU Católica del Ecuador. C'est le 4e titre de champion d'Équateur de l'histoire du club.

## Première phase

### Les clubs participants
| - Club Sport Emelec - Barcelona Sporting Club - Club Deportivo El Nacional - CDU Católica del Ecuador - Carmen Mora | - América de Quito - Promu de Série B - LDU Quito - Deportivo Cuenca - LDU Portoviejo - Promu de Série B - Sociedad Deportiva Aucas |

### Classement
| Rang | Équipe                       | Pts | J  | G | N | P  | Bp | Bc | Diff |
| ---- | ---------------------------- | --- | -- | - | - | -- | -- | -- | ---- |
| 1    | LDU Quito                    | 25  | 18 | 8 | 9 | 1  | 27 | 13 | +14  |
| 2    | CDU Católica del Ecuador     | 22  | 18 | 8 | 6 | 4  | 32 | 21 | +11  |
| 3    | Club Sport Emelec            | 22  | 18 | 9 | 4 | 5  | 25 | 19 | +6   |
| 4    | Barcelona Sporting Club      | 21  | 18 | 6 | 9 | 3  | 24 | 16 | +8   |
| 5    | Deportivo Cuenca             | 20  | 18 | 8 | 4 | 6  | 25 | 25 | 0    |
| 6    | LDU Portoviejo P             | 19  | 18 | 8 | 3 | 7  | 30 | 25 | +5   |
| 7    | Club Deportivo El Nacional T | 16  | 18 | 6 | 4 | 8  | 20 | 19 | +1   |
| 8    | Carmen Mora                  | 15  | 18 | 6 | 3 | 9  | 19 | 27 | -8   |
| 9    | Sociedad Deportiva Aucas     | 15  | 18 | 5 | 5 | 8  | 16 | 27 | -11  |
| 10   | América de Quito P           | 5   | 18 | 1 | 3 | 14 | 7  | 33 | -26  |

|  | Qualification pour la Liguilla           |
|  | Relégation en Série B                    |
|  | T : Tenant du titre P : Promu de Série B |

## Seconde phase

### Les clubs participants
| - Club Sport Emelec - Barcelona Sporting Club - Club Deportivo El Nacional - CDU Católica del Ecuador - Carmen Mora | - LDU Cuenca - Promu de Série B - LDU Quito - Deportivo Cuenca - LDU Portoviejo - Manta Sport Club - Promu de Série B |

### Classement
| Rang | Équipe                       | Pts | J  | G  | N | P  | Bp | Bc | Diff |
| ---- | ---------------------------- | --- | -- | -- | - | -- | -- | -- | ---- |
| 1    | Barcelona Sporting Club      | 24  | 18 | 11 | 2 | 5  | 29 | 20 | +9   |
| 2    | Club Deportivo El Nacional T | 22  | 18 | 9  | 4 | 5  | 33 | 18 | +15  |
| 3    | Deportivo Cuenca             | 20  | 18 | 8  | 4 | 6  | 28 | 20 | +8   |
| 4    | LDU Portoviejo               | 20  | 18 | 8  | 4 | 6  | 30 | 27 | +3   |
| 5    | Club Sport Emelec            | 19  | 18 | 8  | 3 | 7  | 28 | 23 | +5   |
| 6    | CDU Católica del Ecuador     | 19  | 18 | 7  | 5 | 6  | 27 | 24 | +3   |
| 7    | Manta Sport Club P           | 18  | 18 | 7  | 4 | 7  | 30 | 31 | -1   |
| 8    | LDU Quito                    | 17  | 18 | 5  | 7 | 6  | 16 | 20 | -4   |
| 9    | Carmen Mora                  | 14  | 18 | 4  | 6 | 8  | 14 | 29 | -15  |
| 10   | LDU Cuenca P                 | 7   | 18 | 1  | 5 | 12 | 17 | 40 | -23  |

|  | Qualification pour la Liguilla           |
|  | Relégation en Série B                    |
|  | T : Tenant du titre P : Promu de Série B |

## Liguilla
À l'issue de chaque phase, les trois premiers du classement reçoivent un bonus respectif de 3, 2 et 1 point.
| Rang | Équipe                            | Pts | J  | G | N | P | Bp | Bc | Diff |
| ---- | --------------------------------- | --- | -- | - | - | - | -- | -- | ---- |
| 1    | Club Deportivo El Nacional 'T' +2 | 18  | 10 | 6 | 4 | 0 | 17 | 0  | +17  |
| 2    | LDU Quito +3                      | 13  | 10 | 4 | 2 | 4 | 11 | 14 | -3   |
| 3    | CDU Católica del Ecuador +2       | 12  | 10 | 4 | 2 | 4 | 14 | 19 | -5   |
| 4    | Barcelona Sporting Club +3        | 11  | 10 | 3 | 2 | 5 | 16 | 15 | +1   |
| 5    | Club Sport Emelec +1              | 9   | 10 | 2 | 4 | 4 | 12 | 15 | -3   |
| 6    | Deportivo Cuenca +1               | 9   | 10 | 2 | 4 | 4 | 14 | 17 | -3   |

|  | Qualification pour la Copa Libertadores 1978 |
|  | T : Tenant du titre                          |

## Bilan de la saison
| Championnat d'Équateur de football 1977 |                                                      |
| Champion                                | Club Deportivo El Nacional (4e titre)                |
| Qualifications continentales            |                                                      |
| Copa Libertadores 1978                  | Club Deportivo El Nacional                           |
| Copa Libertadores 1978                  | LDU Quito                                            |
| Promotions et relégations               |                                                      |
| Promus en Série A                       | Club Deportivo Técnico Universitario Deportivo Quito |
| Relégués en Série B                     | Carmen Mora LDU Cuenca                               |